# Empress of the Seas
Empress of the Seas (укр. Імператриця морів) — круїзне судно класу Empress, що перебуває у власності компанії «Royal Caribbean Cruises Ltd.» та експлуатується оператором «Royal Caribbean International». Ходить під прапором Багамських островів із портом приписки в Нассау.

## Історія судна
Судно було закладене 30 листопада 1988 року на верфі «Chantiers de l’Atlantique» у Сен-Назері, Франція. Спуск на воду відбувся 26 серпня 1989 року. 31 травня 1990 року судно здано в експлуатацію та передано на службу флоту компанії-замовника. 25 червня того ж року здійснило перший рейс.
Хрещеною мамою лайнера стала Глорія Естефан. Перший рейс здійснений 25 червня 1990 року. З часу введення в експлуатацію судно здійснило круїзи у Карибському морі та Південній Америці. За цими ж маршрутами працює і нині.

## Назви
- 1990-2004: Nordic Empress
- 2004-2008: Empress of the Seas
- 2008-2016: Empress
- з 2016: Empress of the Seas

## Порти припису
- 1990—2002: Монровія, Ліберія
- 2002—2008: Нассау, Багамські острови
- 2008-2016: Валетта Мальта
- з 2016: Нассау, Багамські острови